# Dezize-lès-Maranges
Dezize-lès-Maranges é uma comuna francesa na região administrativa de Borgonha-Franco-Condado, no departamento Saône-et-Loire. Estende-se por uma área de 5,15 km². Em 2010 a comuna tinha 177 habitantes (densidade: 34,4 hab./km²).